# Reichsautobahn Wien–Breslau

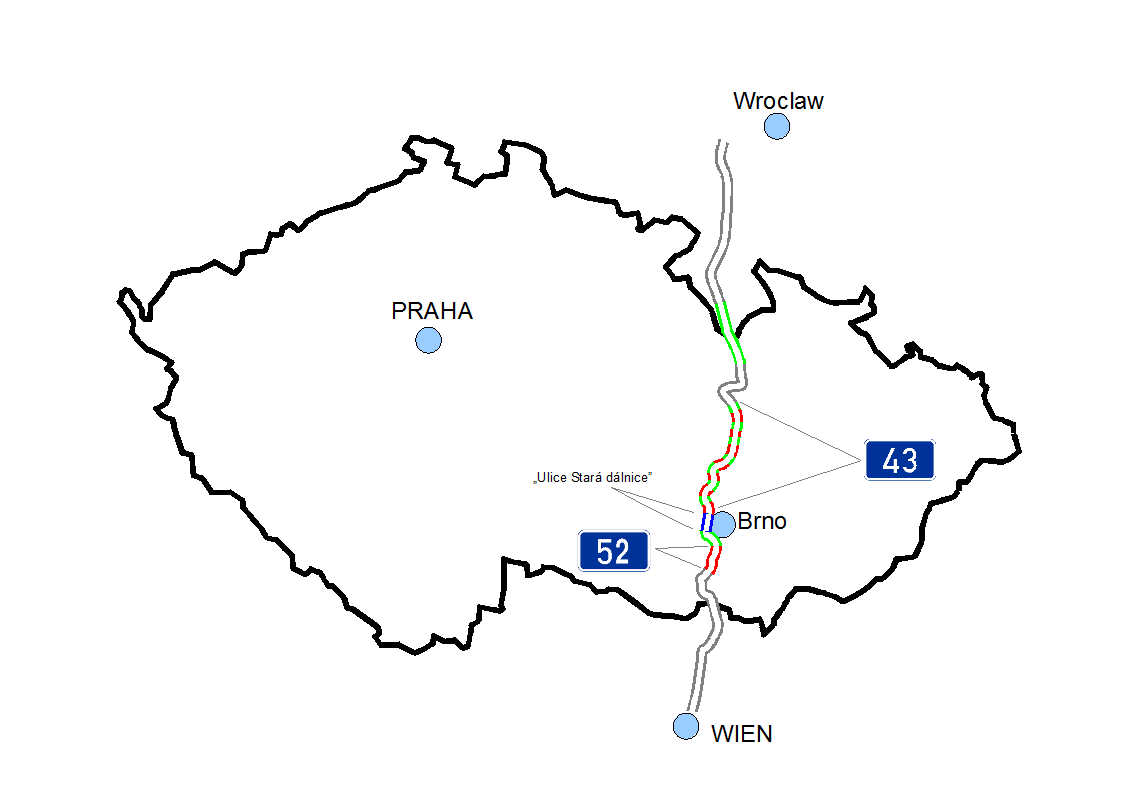
Verlauf der Reichsautobahn Wien–Breslau durch Tschechien

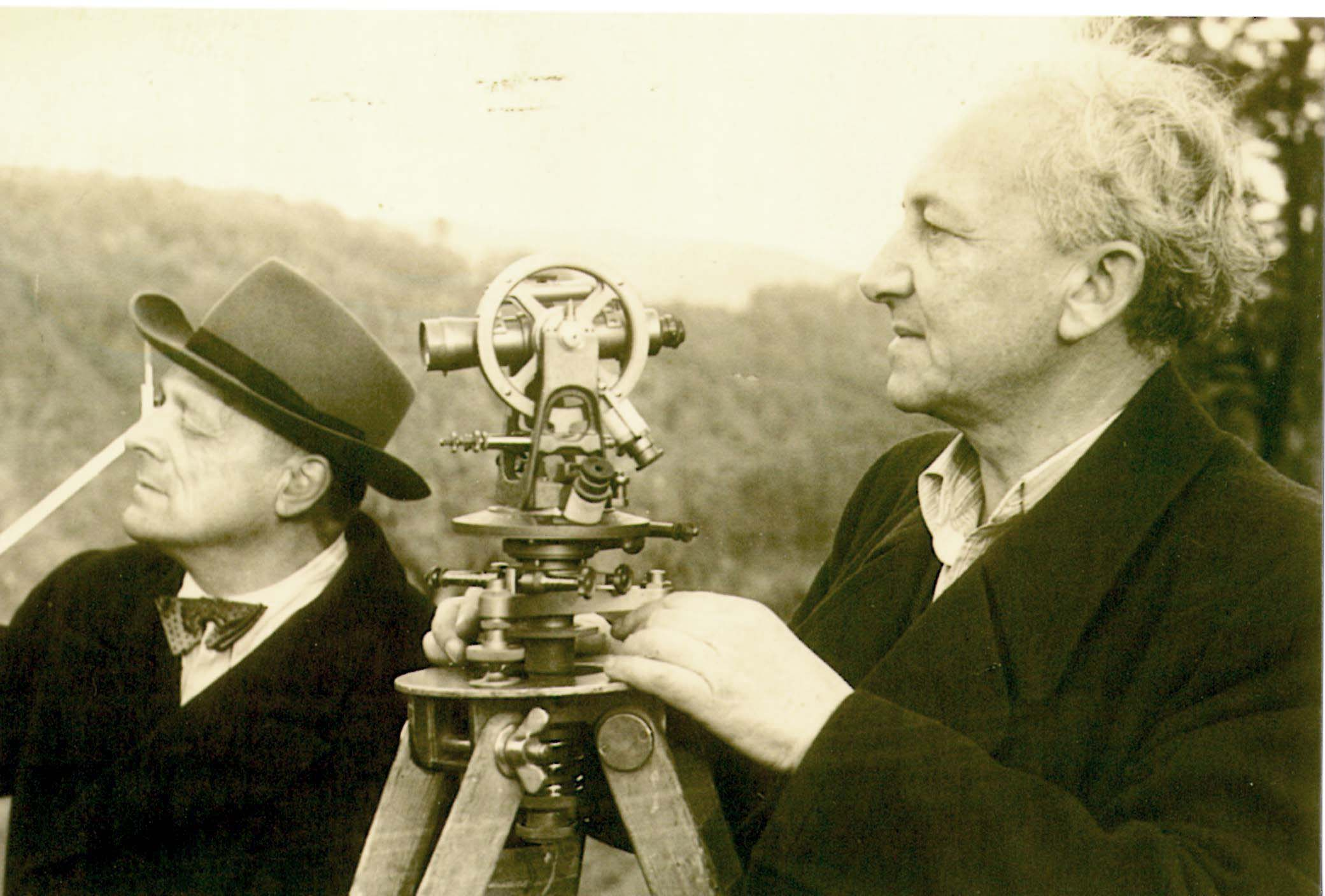
Hans Lorenz und ein Mitarbeiter beim Autobahnbau am Theodolit

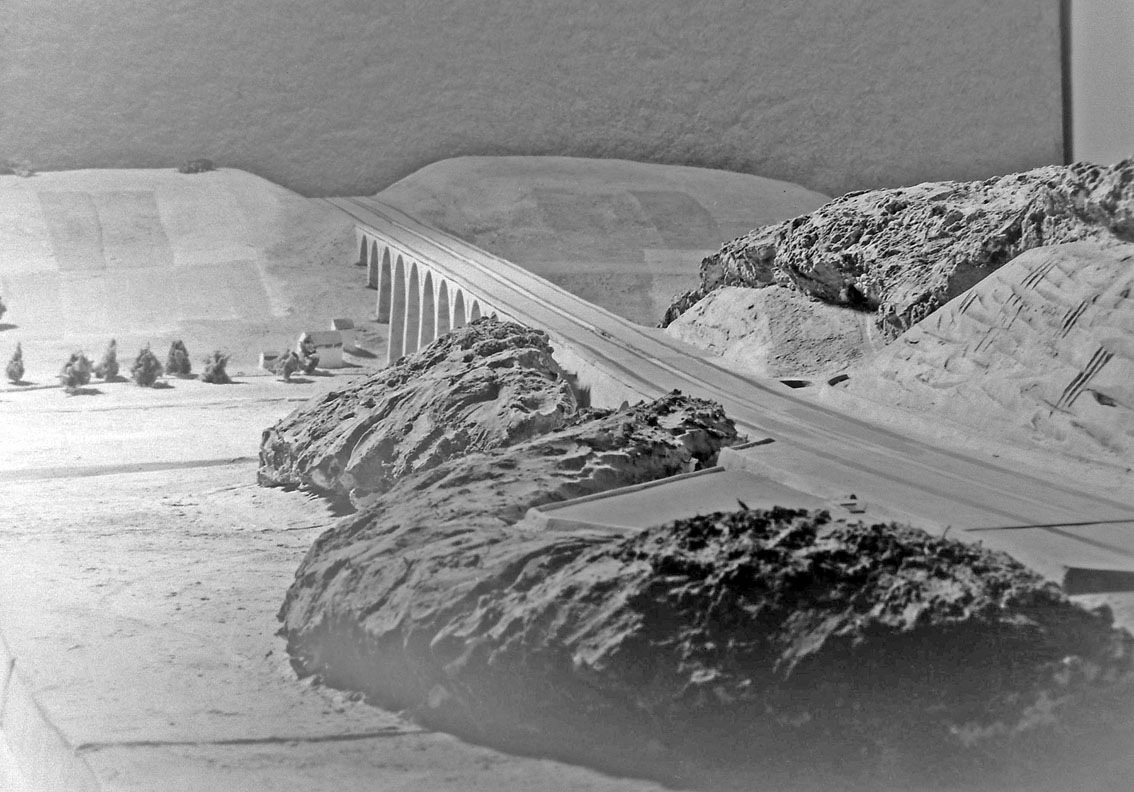
Modellstudie der Autobahnbrücke in Ranigsdorf (tschechisch Linhartice) bei Mährisch Trübau (tschechisch Moravská Třebová)

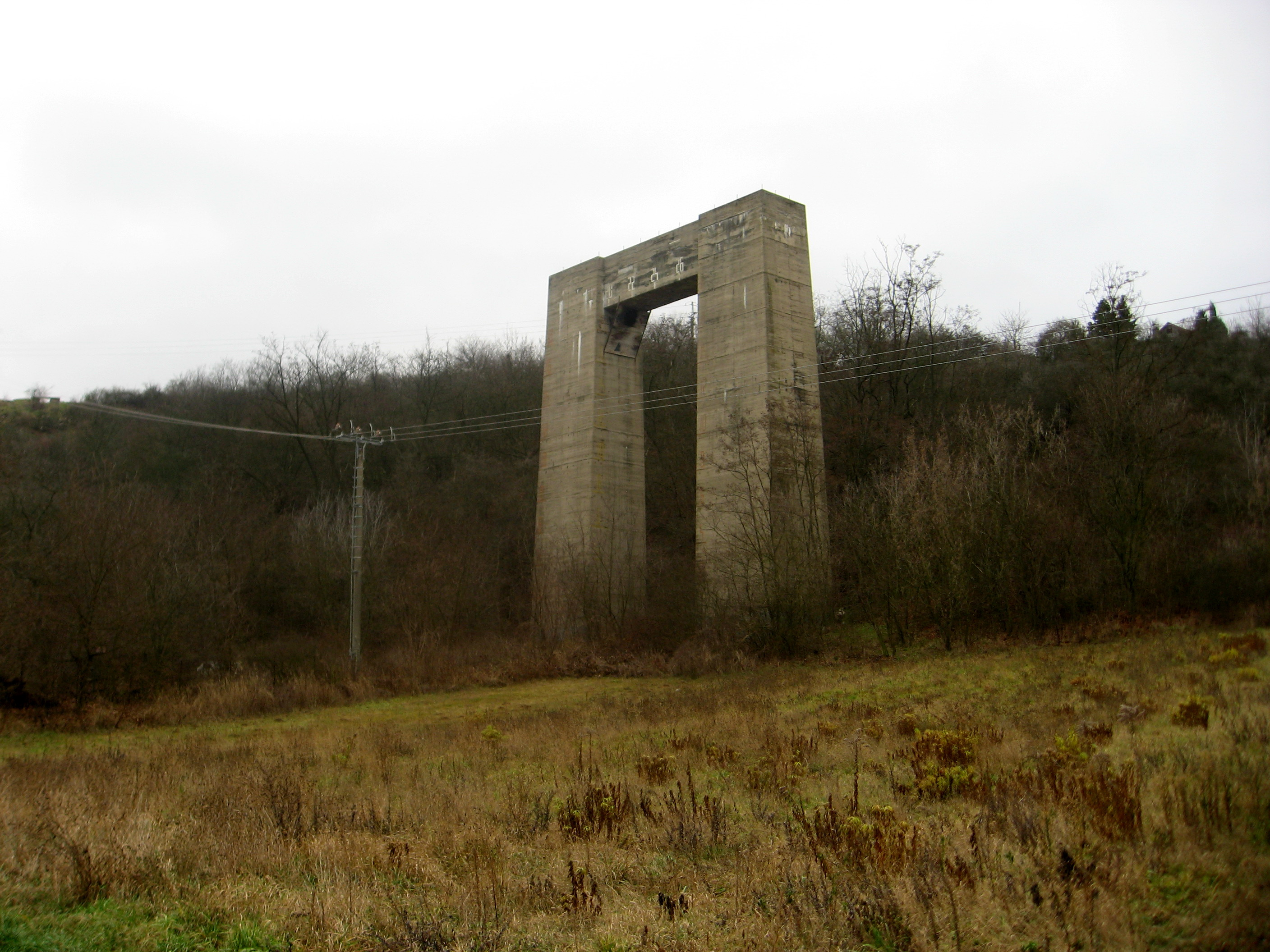
Pfeiler der unvollendeten Reichsautobahn an der Brünner Talsperre

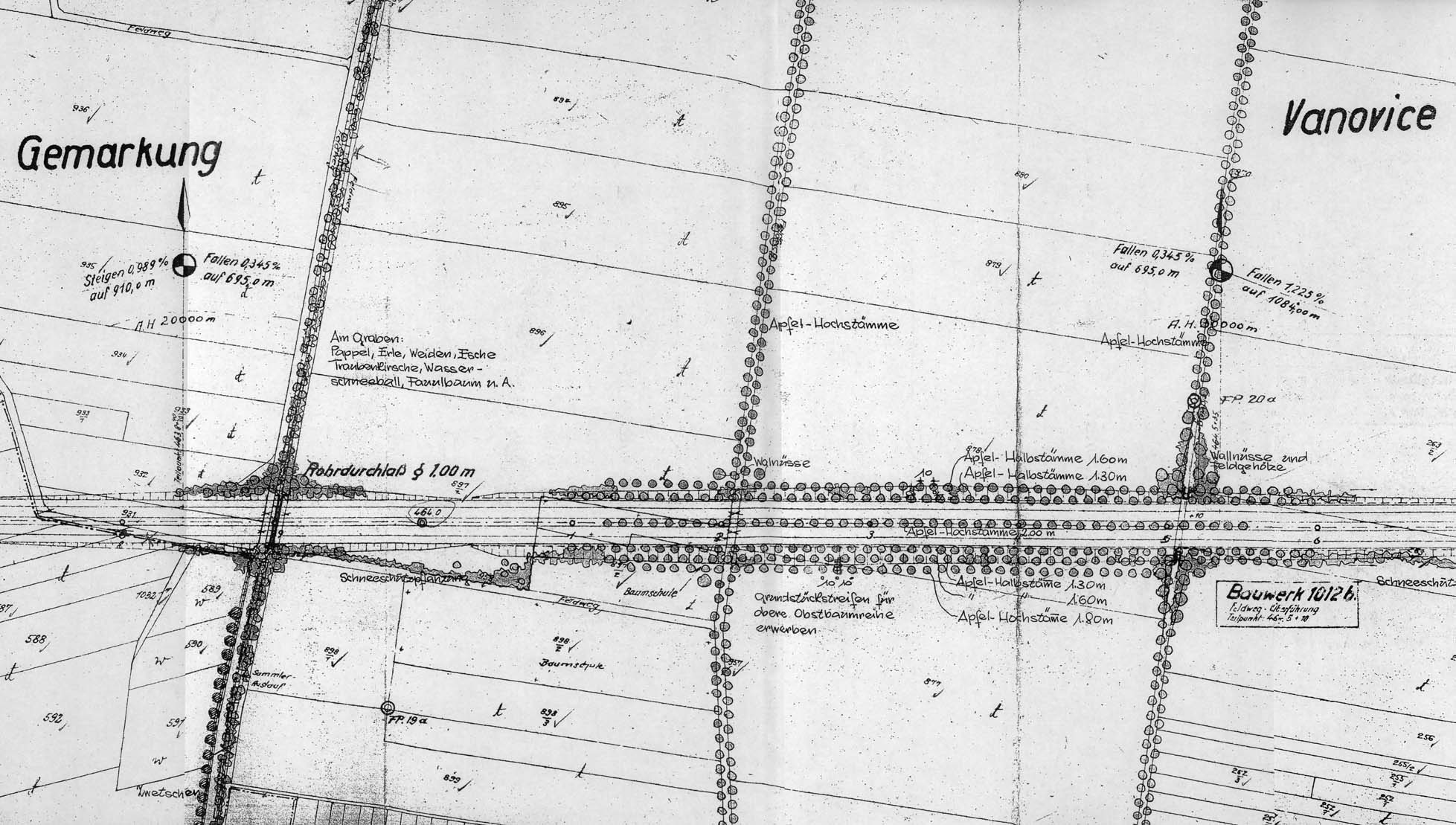
Friedrich Schaubs Landschaftsplanungen der Reichsautobahn Wien–Brünn–Breslau bei Vanovice in Mähren

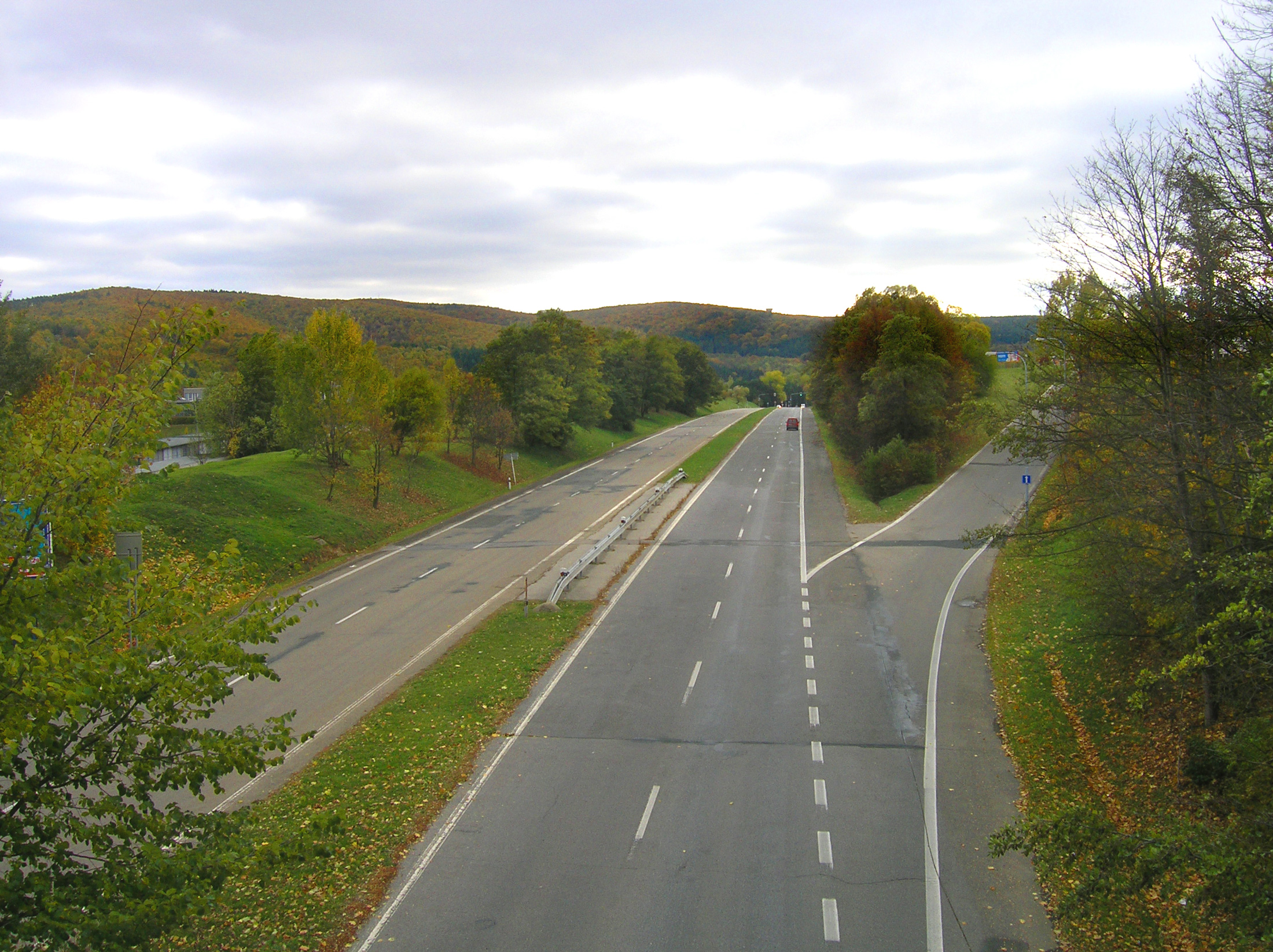
Straße Stará dálnice bei Brno-Bystrc (Brünn-Bisterz)

Die Reichsautobahn Wien–Breslau, auch Strecke 138, war eine geplante Reichsautobahn zwischen Wien und Breslau. Sie wurde unter der Leitung des bedeutenden Autobahningenieurs Hans Lorenz, der Landschaftsarchitekten Friedrich Schaub und Hermann Mattern geplant und teilweise gebaut. Die teils exterritoriale 320 Kilometer lange Strecke führte zur Planungszeit durch die Tschechoslowakei. In Tschechien wird die Autobahn oft als Hitlerova dálnice (Hitlers Autobahn) bezeichnet. Die Trassierung erfolgte durch erste Berechnungen mit der Klothoide in einer modernen, geschwungenen Linienführung; die Einbettung in das Gelände wurde anhand von perspektivischen Landschaftsbildern des Kunstmalers Professor Emmerich Schaffran aus Wien konstruiert.
Bauarbeiten fanden zwischen dem 11. April 1939 und dem 30. April 1942 statt. Fertiggestellt wurde eine Strecke von 83,5 Kilometern, der restliche Trassenverlauf mit Erdwällen und teilweise gut erhaltenen Brückenbauwerken, Durchlässen und parkähnlichen Bepflanzungen ist eine der größten Autobahnruinen und noch heute gut erkennbar.
Die Autobahn Wien–Brünn–Breslau zählt trotz des nationalsozialistischen Kontexts zu den einflussreichsten Pionierprojekten für den Autobahnbau. Sie setzte aufgrund ihrer späten ausgereiften Planungskonzepte neue Maßstäbe. Besonders durch die von Alwin Seifert erstmals konsequent durchgesetzte landschaftsverträgliche Linienführung, die wohl ersten ökologischen Rasthofkonzepte in Boskowitz (tschechisch Boskovice) des Landschaftsarchitekten Friedrich Schaub und seines Beraters, dem Anthroposophen Max Karl Schwarz (1895–1963), aber auch durch die Beteiligung von Hans Lorenz, später als Regierungsbaudirektor einer der führenden Straßenbauingenieure der Bundesrepublik, der sein 1975 verfasstes Standardwerk Trassierung und Gestaltung von Straßen und Autobahnen weltweit veröffentlichte.

## Geschichte
Nach dem Münchner Abkommen und dem Anschluss Österreichs an das nationalsozialistische Deutsche Reich plante Adolf Hitler den Bau einer Autobahn zwischen Wien und der schlesischen Hauptstadt Breslau. Anfang Dezember 1938 bestellte Hitler den tschechoslowakischen Minister für öffentliche Arbeit, Karel Husárek, nach Berlin. Dabei wurde eine Vereinbarung zwischen dem Deutschen Reich und der Tschechoslowakei über die Errichtung einer exterritorialen deutschen Reichsautobahn unterzeichnet, deren Bau durch das deutsche Unternehmen Reichsautobahn realisiert werden sollte. Die Kosten für den Bau einschließlich der auf der Transitstrecke zu errichtenden Zollstationen übernahm das Deutsche Reich. Das Streckenprofil wurde entsprechend den deutschen Autobahnen mit 28,5 m angesetzt. Vereinbart wurde auch, dass einige Abschnitte durch tschechoslowakische Unternehmen errichtet werden sollen. Zugleich überließ die tschechoslowakische Regierung die Grundstücke der Trasse dem Deutschen Reich ohne Kostenausgleich.
Ende 1938 wurden die Vorarbeiten für den Autobahnbau aufgenommen und innerhalb von drei Monaten der Trassenverlauf festgelegt. Die Grundstücke der abgesteckten Trasse wurden in die Rechtsträgerschaft des Deutschen Reiches überführt. Nach der „Zerschlagung der Rest-Tschechei“ Im März 1939 begann innerhalb des Protektorats Böhmen und Mähren ein beschleunigter Bau der Trasse. Der erste Spatenstich für die Trasse erfolgte am 11. April 1939 bei Sobotovice (Sobotowitz). Für die Arbeiter aus weiter entfernten Orten wurden entlang der Trasse Arbeitslager angelegt; diese bestanden aus mehreren geräumigen Holzbaracken, Gemeinschaftsküche, einem Lager, einem Speiseraum und Sanitärräumen; benannt wurden die Lager nach deutschen Städten. Bei Mladkov entstand für 300–350 Arbeiter das Arbeitslager Heidelberg; weitere Barackenlager befanden sich bei Borotín (Arbeitslager Nördlingen), Pamětice (Arbeitslager Bayreuth), Bačov (Arbeitslager Dinkelsbühl) und Lysice (Arbeitslager Regensburg). Bis 1940 sollte in schneller Bauweise eine durchgängig befahrbare Strecke von 65 Kilometern hergestellt werden. Wegen der Kriegsereignisse und Niederlagen an der Ostfront wurde der Autobahnbau am 30. April 1942 eingestellt. Zum Ende des Zweiten Weltkriegs versuchte die Wehrmacht, die Trasse gegen die Bratislava-Brünner Operation der Roten Armee zu verteidigen.
Nach der Niederlage Deutschlands bestand zum Ende des Zweiten Weltkrieges kein Erfordernis mehr für eine unbeliebte „Hitler-Autobahn“ zwischen der österreichischen Hauptstadt Wien und der unter polnische Verwaltung gefallenen Stadt Breslau. Die Trasse verkam und wurde in einigen Teilen sogar zum Naturreservat. Der größtenteils fertiggestellte Abschnitt befand sich zwischen dem Brünner Vorort Medlov und Městečko Trnávka in Nordmähren und führte durch die Boskowitzer Furche. Vollendet wurde jedoch erst in den 1980er Jahren nur die kurze Strecke bei Brno-Bystrc.

## Heute
- Ein Teil der alten Trasse ist heute südlich von Brünn Teil der Autobahn 52.
- Westlich von Mladkov verläuft ein etwa 1,5 Kilometer langes Teilstück der Staatsstraße II/150 auf der alten Trasse.
- Nördlich der mährischen Landeshauptstadt soll seit den 1990er Jahren auf der alten Trassenplanung die Schnellstraße 43 (Dálnice 43) von Brünn nach Mährisch Trübau entstehen, mit dem Bau wurde bis 2015 nicht begonnen.[2]
- Das Projekt wird seit 2019 als autobahnähnlicher Neubau der Silnice I/73 weiterverfolgt.

## Bauwerke

### Straßenquerungen
| - Jevíčko, Autobahnbrücke über die Straße II/366 , - Jevíčko, Autobahnbrücke über die Straße III/36612 , - Velké Opatovice, Brücke über Autobahntrasse der II/372 , - Velké Opatovice, , - Borotín, , - Vanovice, , - Sudice, , - Sudice, , | - Drnovice, , - Jinacovice, , - Rozdrojovice, , - Na Březině, Straße II/173 - Ostopovice, Straße II/682 , - Ostopovice, , - Ostopovice, Straße II/563 , - Nebovidy, |

### Brückenpfeiler
Brünn 

### Eisenbahnquerungen
Velké Opatovice 
Bisterz 

### Vollendeter Straßenabschnitt
Vejrostova  bis
Žebětín 

## Naturdenkmale
Teile der geschaffenen Geländeeinschnitte wandelten sich durch Sukzession zu Biotopen mit geschützten Pflanzenarten. Dazu gehören:
- das Naturdenkmal Čtvrtky za Bořím, ein Geländeeinschnitt östlich des Dorfes Býkovice  mit natürlicher Sukzession und reichem Vorkommen des Helm-Knabenkrautes. Der 3,1 ha große Trassenabschnitt ist seit 1996 geschützt.
- das Naturdenkmal Obůrky-Třeštěnec, ein Feuchtwiesenbiotop mit Orchideen nordwestlich von Moravské Knínice. Der 2,65 ha große Trassenabschnitt ist seit 1980 geschützt.